# Olympische Sommerspiele 1928/Leichtathletik – Weitsprung (Männer)
Der Weitsprung der Männer bei den Olympischen Spielen 1928 in Amsterdam wurde am 31. Juli 1928 im Olympiastadion Amsterdam ausgetragen. 41 Athleten nahmen teil.
Olympiasieger wurde der US-Amerikaner Ed Hamm vor Silvio Cator aus Haiti. Bronze ging an Al Bates aus den Vereinigten Staaten.

## Bestehende Rekorde
| Weltrekord         | 7,90 m  | Ed Hamm ( USA)         | Cambridge (Massachusetts), USA | 7. Juli 1928 |
| Olympischer Rekord | 7,765 m | Robert LeGendre ( USA) | Fünfkampf OS Paris, Frankreich | 7. Juli 1924 |

Im Weitsprungwettbewerb dieser Spiele wurde kein Rekord erzielt.

## Durchführung des Wettbewerbs
Am 31. Juli gab es eine Qualifikationsrunde in vier Gruppen. Für das Finale, das am selben Tag stattfand, qualifizierten sich die sechs besten Springer – hellblau unterlegt – aus den vier Gruppen. Dabei ging das Resultat der Qualifikation mit in das Endresultat ein.

## Qualifikation
Datum: 31. Juli 1928

### Gruppe 1

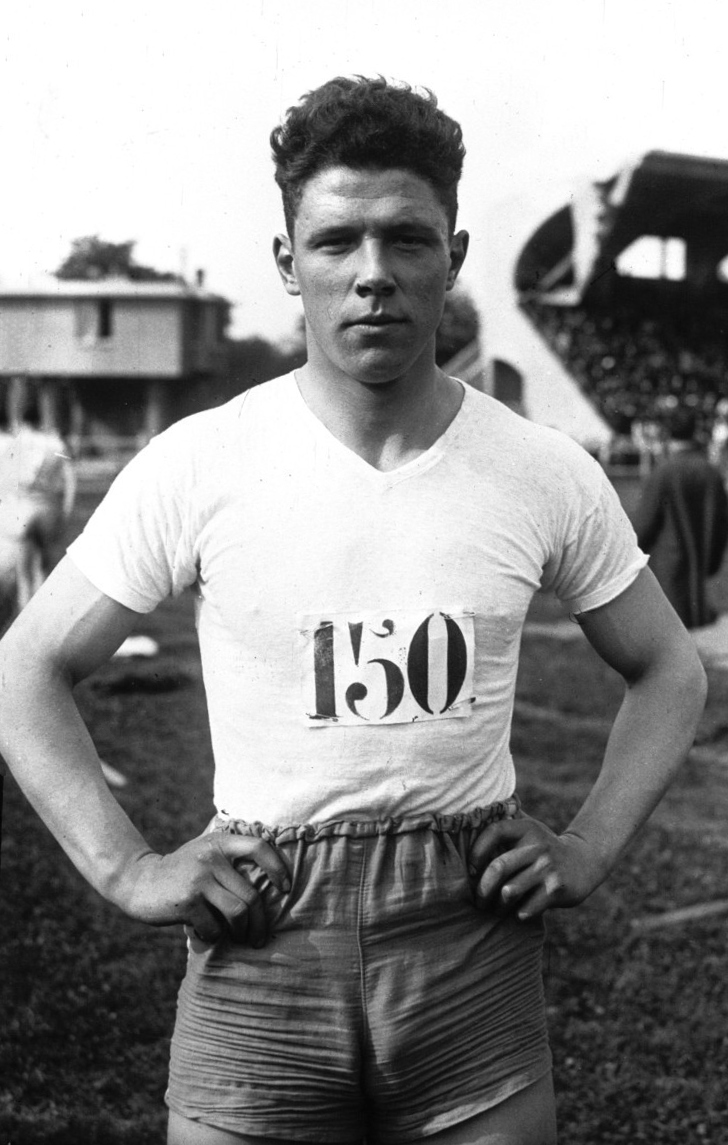
Jacques Flouret – ausgeschieden mit 6,64 m in Qualifikationsgruppe 1

| Platz | Name              | Nation             | Höhe   | Anmerkung |
| ----- | ----------------- | ------------------ | ------ | --------- |
| 1     | Ed Hamm           | USA                | 7,73 m |           |
| 2     | Silvio Cator      | Haiti              | 7,58 m |           |
| 3     | Erich Köchermann  | Deutsches Reich    | 7,35 m |           |
| 4     | Erling Aastad     | Norwegen           | 7,07 m |           |
| 5     | Toon van Welsenes | Niederlande        | 6,96 m |           |
| 6     | Paddy Anglim      | Irischer Freistaat | 6,81 m |           |
| 7     | Jacques Flouret   | Frankreich         | 6,64 m |           |
| 8     | Óscar Alvarado    | Chile              | 6,51 m |           |
| 8     | Gaston Médécin    | Monaco             | 6,51 m |           |
| 10    | Tibor Püspöki     | Ungarn             | 6,45 m |           |
| 11    | Alfred Sutter     | Schweiz            | 6,23 m |           |

### Gruppe 2

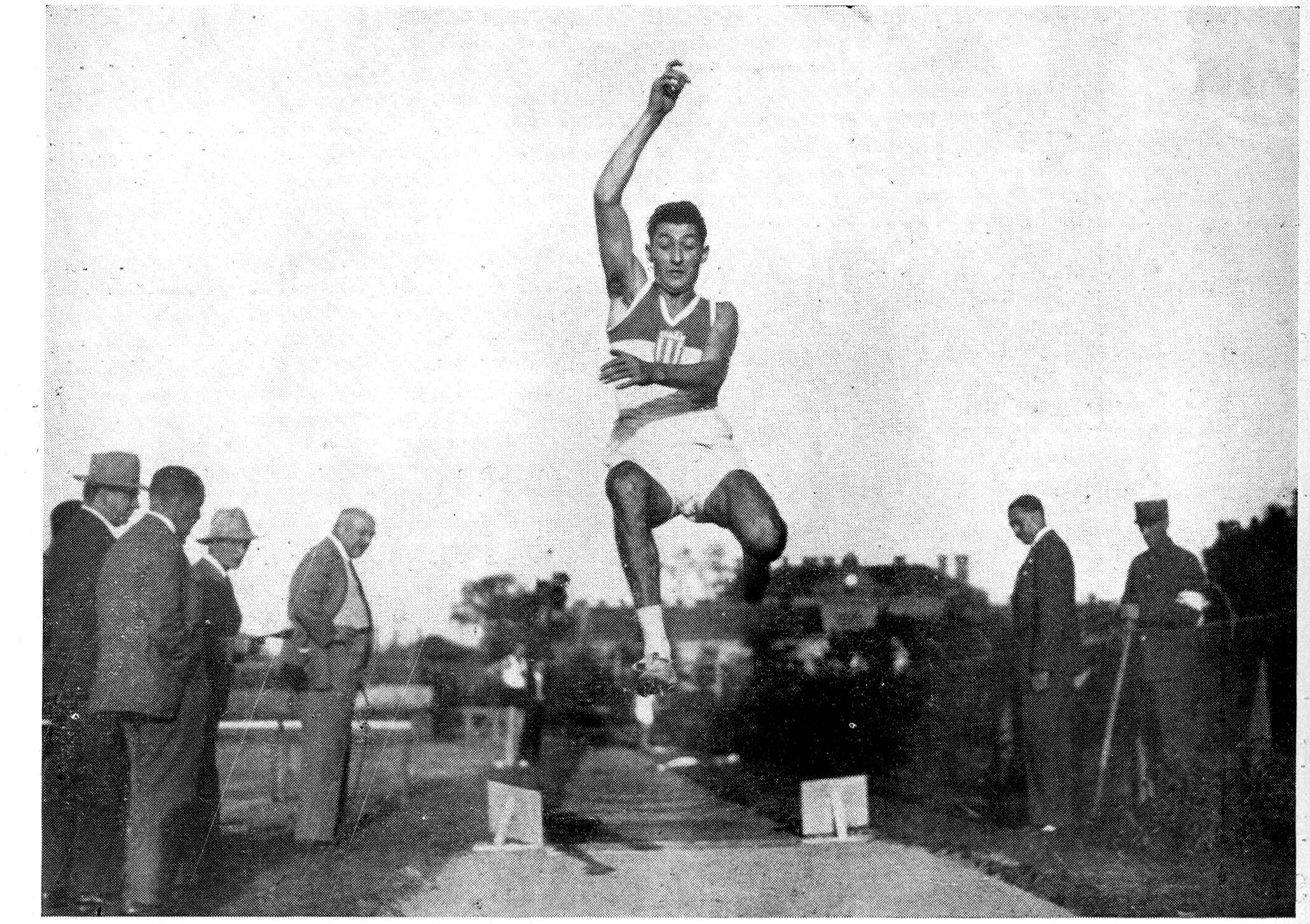
Imre Fekete – ausgeschieden mit 6,77 m in Qualifikationsgruppe 2

| Platz | Name             | Nation             | Höhe   | Anmerkung |
| ----- | ---------------- | ------------------ | ------ | --------- |
| 1     | Al Bates         | USA                | 7,40 m |           |
| 2     | Willi Meier      | Deutsches Reich    | 7,39 m |           |
| 3     | Olle Hallberg    | Schweden           | 7,18 m |           |
| 4     | Toimi Tulikoura  | Finnland           | 6,91 m |           |
| 5     | Imre Fekete      | Ungarn             | 6,77 m |           |
| 6     | Virgilio Tommasi | Königreich Italien | 6,76 m |           |
| 7     | Zdzisław Nowak   | Polen              | 6,57 m |           |
| 8     | Dalip Singh      | Britisch-Indien    | 6,45 m |           |
| 9     | James Cohen      | Großbritannien     | 6,39 m |           |

### Gruppe 3

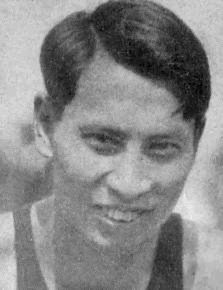
Oda Mikio – ausgeschieden mit 7,11 m in Qualifikationsgruppe 3
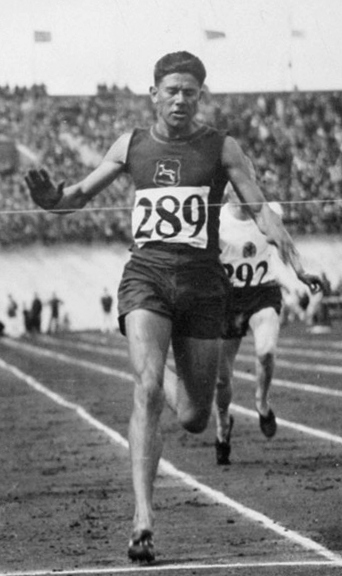
Johannes Viljoen – ausgeschieden mit 6,44 m in Qualifikationsgruppe 3

| Platz | Name                  | Nation                | Höhe   | Anmerkung |
| ----- | --------------------- | --------------------- | ------ | --------- |
| 1     | Ed Gordon             | USA                   | 7,32 m |           |
| 2     | Eric Svensson         | Schweden              | 7,29 m |           |
| 3     | Oda Mikio             | Japan                 | 7,11 m |           |
| 4     | Helmut Schlöske       | Deutsches Reich       | 6,99 m |           |
| 5     | Gijs Lamoree          | Niederlande           | 6,87 m |           |
| 6     | Lajos Balogh          | Ungarn                | 6,79 m |           |
| 7     | Enrico Torre          | Königreich Italien    | 6,76 m |           |
| 8     | Konstantinos Petridis | Griechenland          | 6,63 m |           |
| 9     | Reginald Revans       | Großbritannien        | 6,58 m |           |
| 10    | Johannes Viljoen      | Südafrikanische Union | 6,44 m |           |

### Gruppe 4
| Platz | Name                         | Nation          | Höhe   | Anmerkung |
| ----- | ---------------------------- | --------------- | ------ | --------- |
| 1     | Hannes de Boer               | Niederlande     | 7,32 m |           |
| 2     | Nambu Chūhei                 | Japan           | 7,25 m |           |
| 3     | DeHart Hubbard               | USA             | 7,11 m |           |
| 3     | Vilho Tuulos                 | Finnland        | 7,11 m |           |
| 5     | Alfonso de Gortari           | Mexiko          | 6,97 m |           |
| 6     | Rudolf Dobermann             | Deutsches Reich | 6,91 m |           |
| 7     | Adolf Meier                  | Schweiz         | 6,80 m |           |
| 8     | Charles Alzieu               | Frankreich      | 6,70 m |           |
| 9     | Hermann Brügmann             | Dänemark        | 6,62 m |           |
| 10    | Arild Lenth                  | Norwegen        | 6,60 m |           |
| 11    | Fernando Labourdette-Liaresq | Spanien         | 6,16 m |           |

Hannes de Boer, der mit 7,32 m die gleiche Weite erreicht hatte, wie Ed Gordon in Gruppe 3, konnte sich auf Grund des besseren zweiten Versuchs – 6,96 m gegenüber 6,57 m von Gordon – für das Finale qualifizieren.
William DeHart Hubbard, Olympiasieger von Paris, scheiterte in der Qualifikation auf Grund einer Knöchelverletzung.
In Qualifikationsgruppe 4 ausgeschiedene Weitspringer:

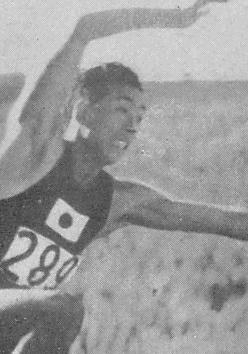
Nambu Chūhei – 7,25 m
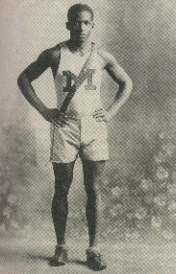
William DeHart Hubbard – Olympiasieger von 1924 – 7,11 m
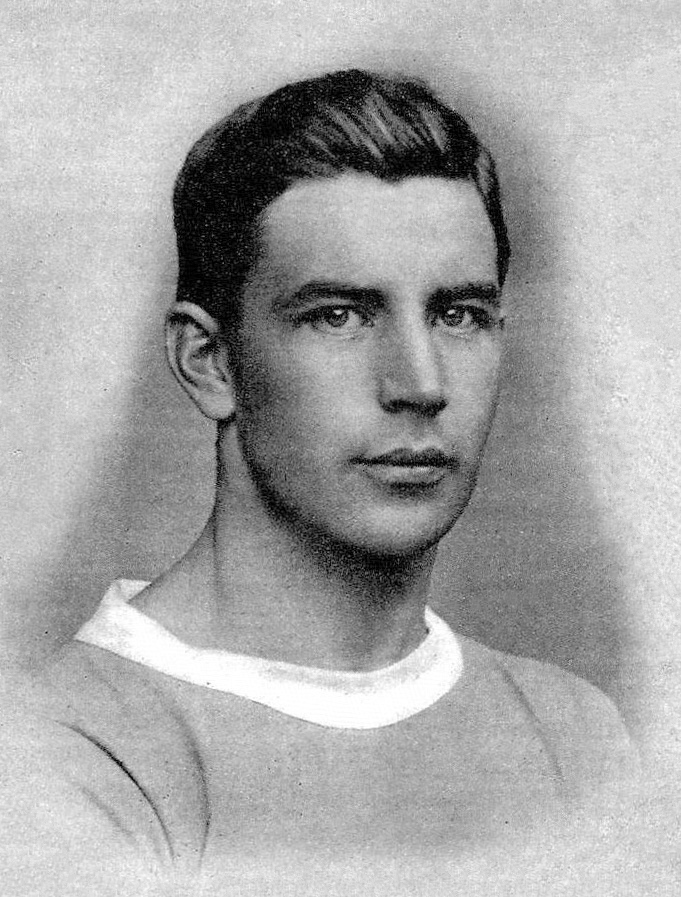
Vilho Tuulos – 7,11 m
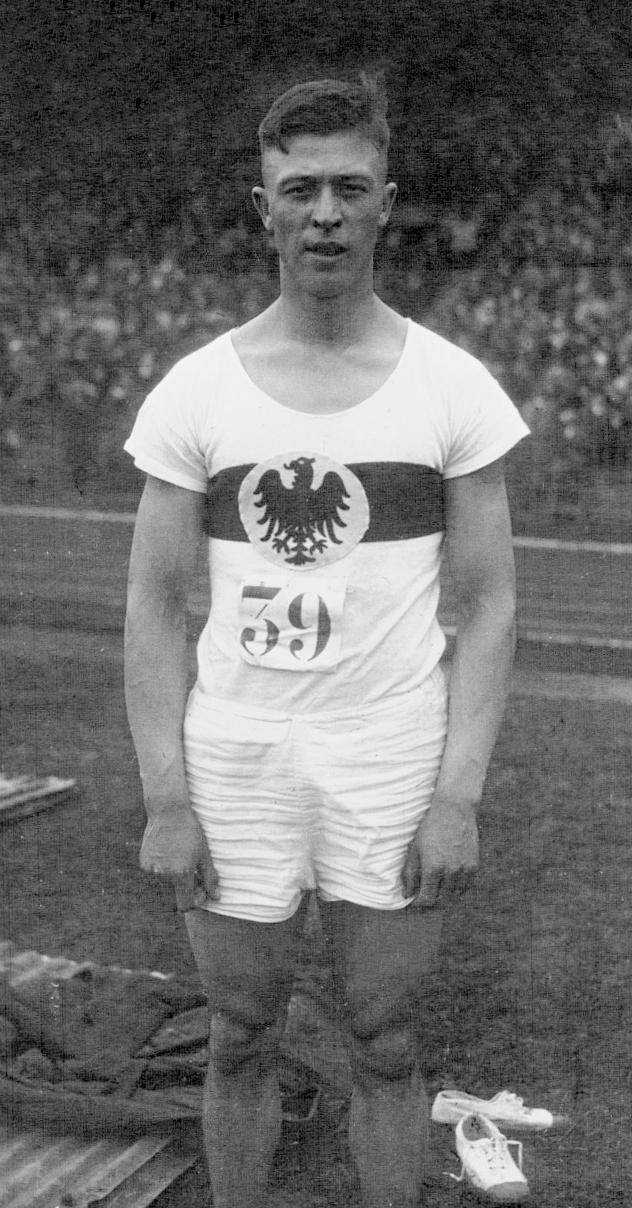
Rudolf Dobermann – 6,91 m
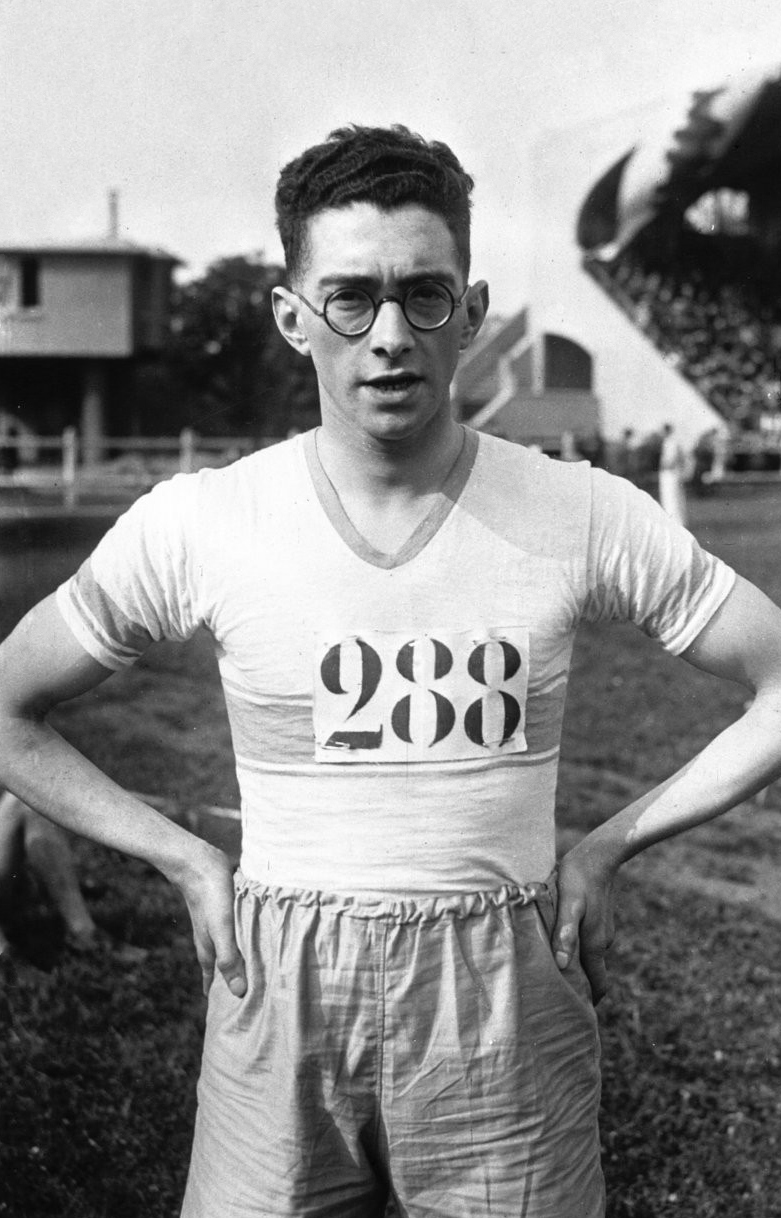
Charles Alzieu – 6,70 m

## Legende
Kurze Übersicht zur Bedeutung der Symbolik – so üblicherweise auch in sonstigen Veröffentlichungen verwendet:
| – | verzichtet |
| x | ungültig   |

## Finale und Resultat der besten Acht
Datum: 31. Juli 1928
|       |                  |                 | Qualifikation                     | Qualifikation                     | Qualifikation                     | Finale                            | Finale                            | Finale                            | Endresultat |
| Platz | Name             | Nation          | 1. Versuch                        | 2. Versuch                        | 3. Versuch                        | 4. Versuch                        | 5. Versuch                        | 6. Versuch                        | Endresultat |
| 1     | Ed Hamm          | USA             | ?                                 | 7,73 m                            | 7,68 m                            | 7,66 m                            | 7,22 m                            | –                                 | 7,73 m      |
| 2     | Silvio Cator     | Haiti           | x                                 | 7,50 m                            | 7,58 m                            | 7,20 m                            | 7,22 m                            | x                                 | 7,58 m      |
| 3     | Al Bates         | USA             | 7,40 m                            | x                                 | x                                 | 6,79 m                            | 6,92 m                            | 6,75 m                            | 7,40 m      |
| 4     | Willi Meier      | Deutsches Reich | 7,35 m                            | 7,39 m                            | 7,05 m                            | x                                 | 7,27 m                            | 7,23 m                            | 7,39 m      |
| 5     | Erich Köchermann | Deutsches Reich | 7,35 m                            | 7,16 m                            | 7,25 m                            | 7,05 m                            | X                                 | 6,85 m                            | 7,35 m      |
| 6     | Hannes de Boer   | Niederlande     | 7,04 m                            | 7,22 m                            | 7,32 m                            | x                                 | x                                 | x                                 | 7,32 m      |
| 7     | Ed Gordon        | USA             | beste Qualifikationsweite: 7,32 m | beste Qualifikationsweite: 7,32 m | beste Qualifikationsweite: 7,32 m | nicht für das Finale qualifiziert | nicht für das Finale qualifiziert | nicht für das Finale qualifiziert | 7,32 m      |
| 8     | Eric Svensson    | Schweden        | beste Qualifikationsweite: 7,29 m | beste Qualifikationsweite: 7,29 m | beste Qualifikationsweite: 7,29 m | nicht für das Finale qualifiziert | nicht für das Finale qualifiziert | nicht für das Finale qualifiziert | 7,29 m      |

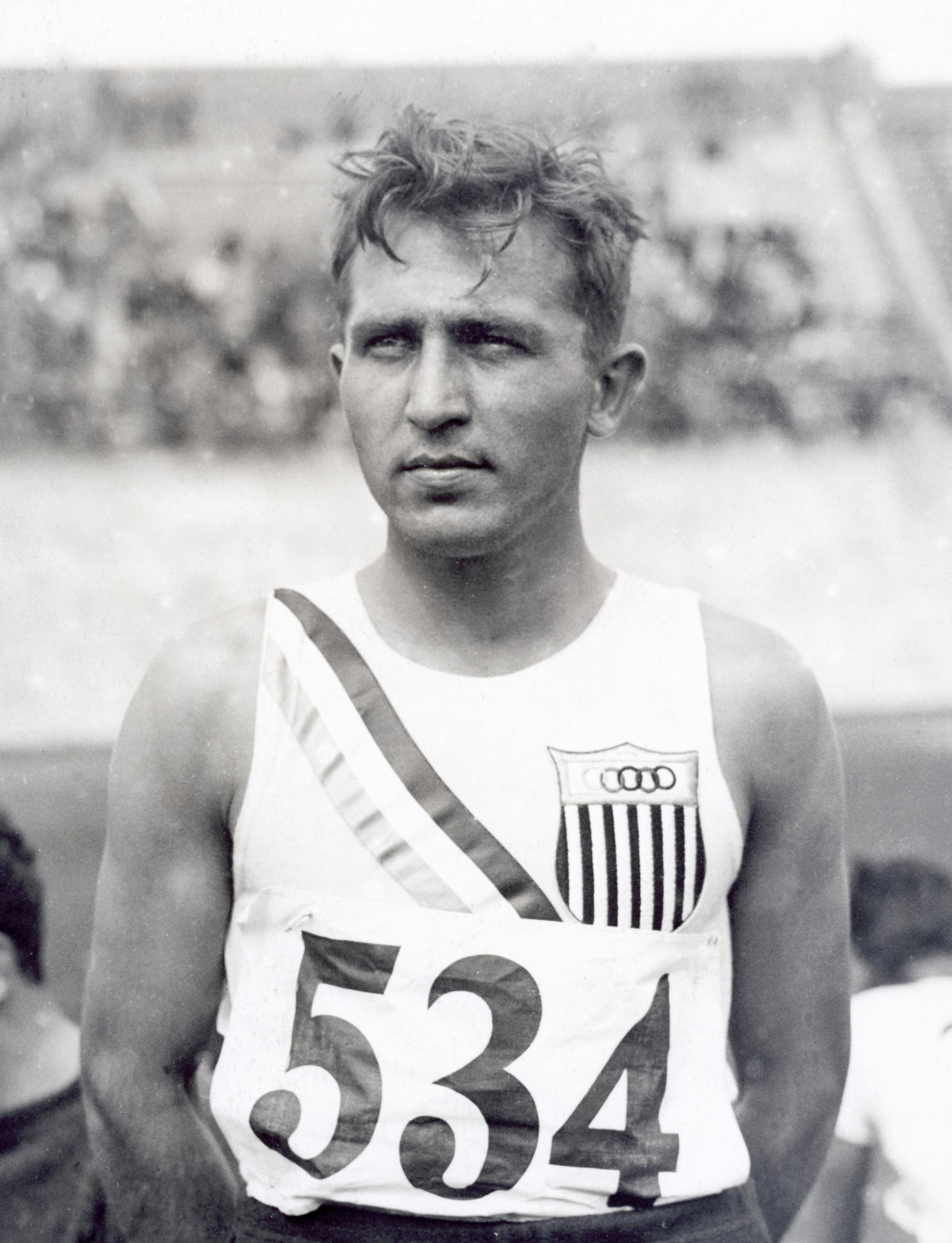
Olympiasieger Ed Hamm

Der Olympiasieger von 1924 William DeHart Hubbard war bei diesem Wettkampf auch am Start, war aber verletzt und überstand die Qualifikation nicht. Sein Nachfolger wurde Ed Hamm, der mit 7,90 m den Weltrekord hielt und hier 7,73 m erzielte. Auf Platz zwei kam mit 7,58 m Silvio Cator aus Haiti, Dritter wurde der US-Amerikaner Alfred Bates. Nur einen bzw. fünf Zentimeter dahinter erreichten die beiden Deutschen Willi Meier und Erich Köchermann die Plätze vier und fünf.
Ed Hamm gelang im achten olympischen Finale der siebte US-Sieg im Weitsprung.
Von bislang 24 Medaillen gewannen die US-Springer alleine 16.
Silvio Cator gewann die zweite Medaille in der olympischen Geschichte Haitis. 1924 gewann ein Schützenteam eine Bronzemedaille, somit war Cator der erste Individualsportler Haitis, der eine Medaille gewinnen konnte.

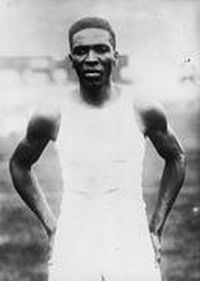
Silbermedaille für Silvio Cator
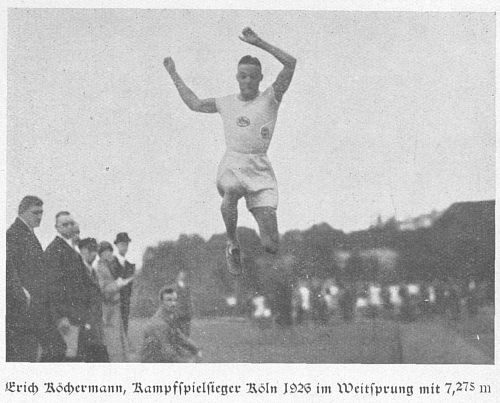
Der fünftplatzierte Erich Köchermann

## Videolinks
- USA's Ed Hamm Wins Long Jump Gold - Amsterdam 1928 Olympics, youtube.com, abgerufen am 21. Juni 2021
- 928 Amsterdam Olympic Track and Field Highlights, youtube.com, Bereich: 0:22 min bis 0:36 min, abgerufen am 21. Juni 2021
- 1928, long jump, men Olympic games, youtube.com, abgerufen am 21. Juni 2021